# Maihaugen
Maihaugen ist ein kulturhistorisches Museum mit Freilichtmuseum sowie ein Regionalmuseum des Gudbrandsdalen in Lillehammer in Norwegen. Es ist die in der Region am meisten besuchte Touristen-Attraktion.

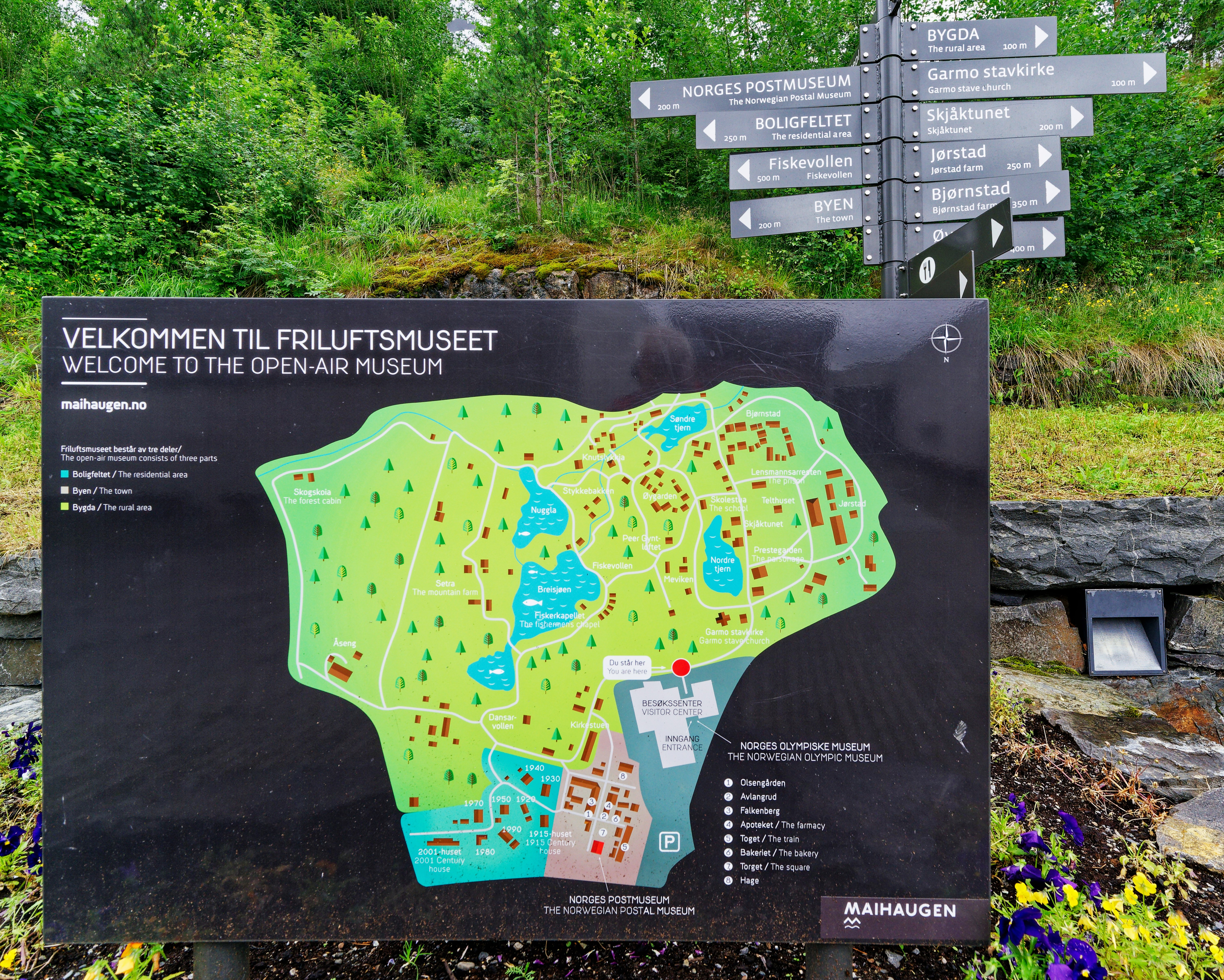
Übersichtskarte und Wegweiser.

## Geschichte
Gegründet wurde das Museum durch den Zahnarzt Anders Sandvig (1862–1950) unter dem Namen De Sandvigske Samlinger (Die Sandvigschen Sammlungen), der 1887 damit begann, auf seinem Privatgelände alte Häuser und Gebäude von Bauernhöfen aus dem Gudbrandsdal zu sammeln. Als sein Gelände zu klein wurde, wurde ihm durch die Stadt Lillehammer im Jahr 1904 das gegenwärtige Gelände zur Verwendung angeboten, das damals schon den Namen Maihaugen (Mai-Hügel) trug und eine Art Stadtpark darstellte.
Das Museum wurde dann im Jahr 1904 eröffnet und ist heute auch ein beliebtes Ziel der Umlandbewohner zur Feier des 17. Mais (Norwegischer Nationalfeiertag) und für das Abbrennen eines Pfingstfeuers. Im Jahr 2005 setzte sich schließlich der Name Maihaugen durch.
Unter der Regie von Mikal Hovland entstand dort der 2023 veröffentlichte Kinofilm Weihnachten in der Schustergasse.

## Ausstellung

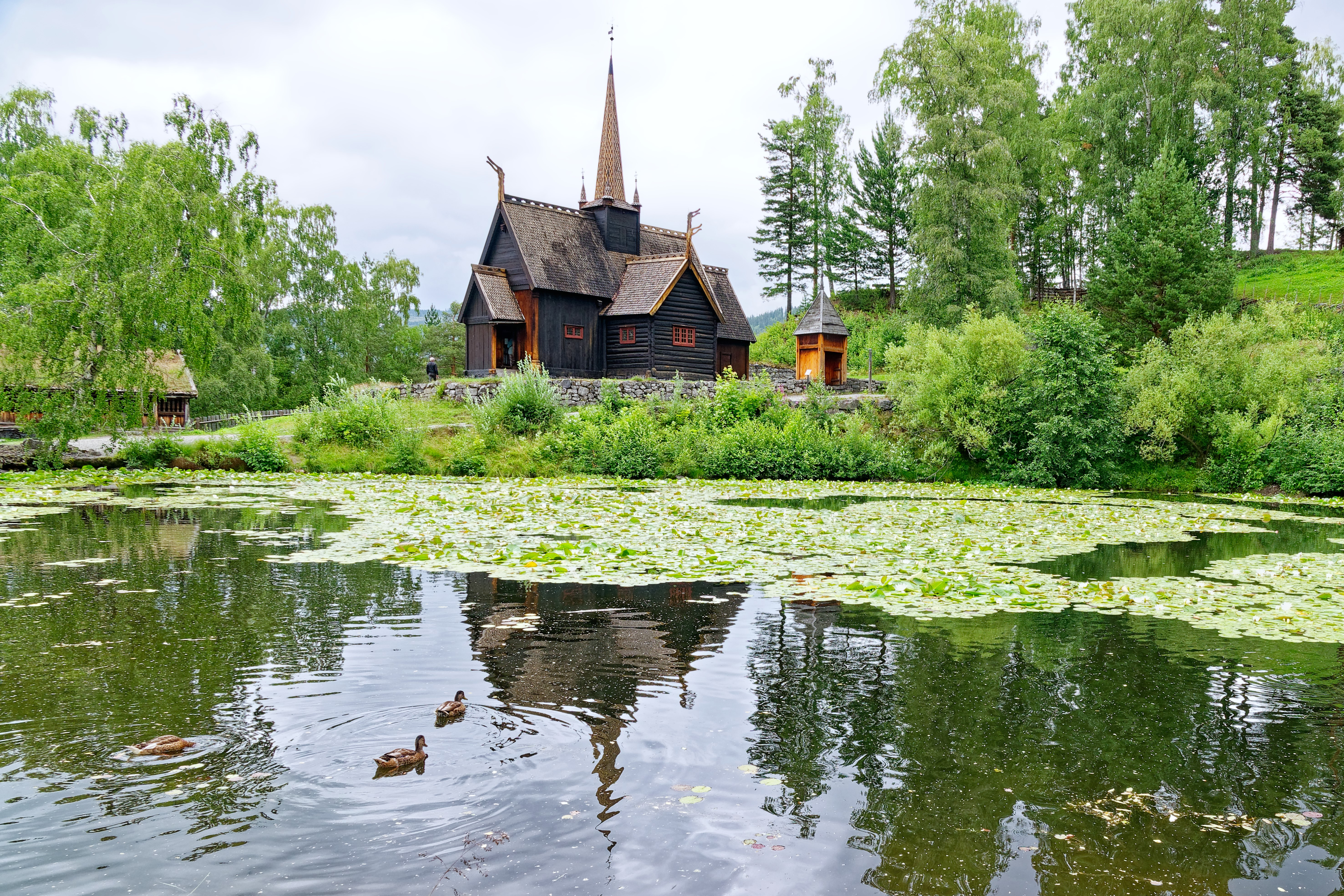
Freilichtmuseum Maihaugen, Lillehammer, Garmo Stabkirche

Das Museum besteht aus rund 200 historischen Gebäuden in drei Bereichen:
- Das Dorf (Bygda) – Siedlungen aus dem Gudbrandsdal im 18. und 19. Jahrhundert, darunter die Stabkirche Garmo
- Die Stadt (Byen) – Lillehammer zu Beginn des 20. Jahrhunderts
- Die Wohnsiedlung (Boligfeltet) – Häuser aus fast allen Jahrzehnten des 20. Jahrhunderts

Ausstellungen:
- Wie das Land langsam unser wurde – eine Ausstellung über die norwegische Geschichte
- Verborgene Schätze – aus den Sammlungen von Maihaugen
- Die alten Werkstätten – Handwerksausstellung
- Heimische Kunst und Kunsthandwerksgegenstände aus dem Gudbrandsdalen

Des Weiteren gibt es Cafés, historische Läden und Aktivitäten sowie seit 2003 das Norwegische Postmuseum (Postmuseet) und seit 2016 das Norwegische Olympische Museum. Das Norwegische Handwerksinstitut, dessen Aufgabe die Bewahrung alter Handwerkstraditionen und der Erhalt des Immateriellen Kulturerbe Norwegens ist, hat ebenfalls seinen Sitz in Maihaugen.

Heute wird Maihaugen gemeinsam mit dem Norwegischen Postmuseum und dem Olympischen Museum von der Stiftung Lillehammer Museum verwaltet, zu der auch das Lillehammer Kunstmuseum, Bjerkebæk, das Wohnhaus Sigrid Undsets in Lillehammer, sowie Aulestad, das Anwesen Bjørnstjerne Bjørnsons in Gausdal, gehören.

Besuch im Freilichtmuseum Maihaugen
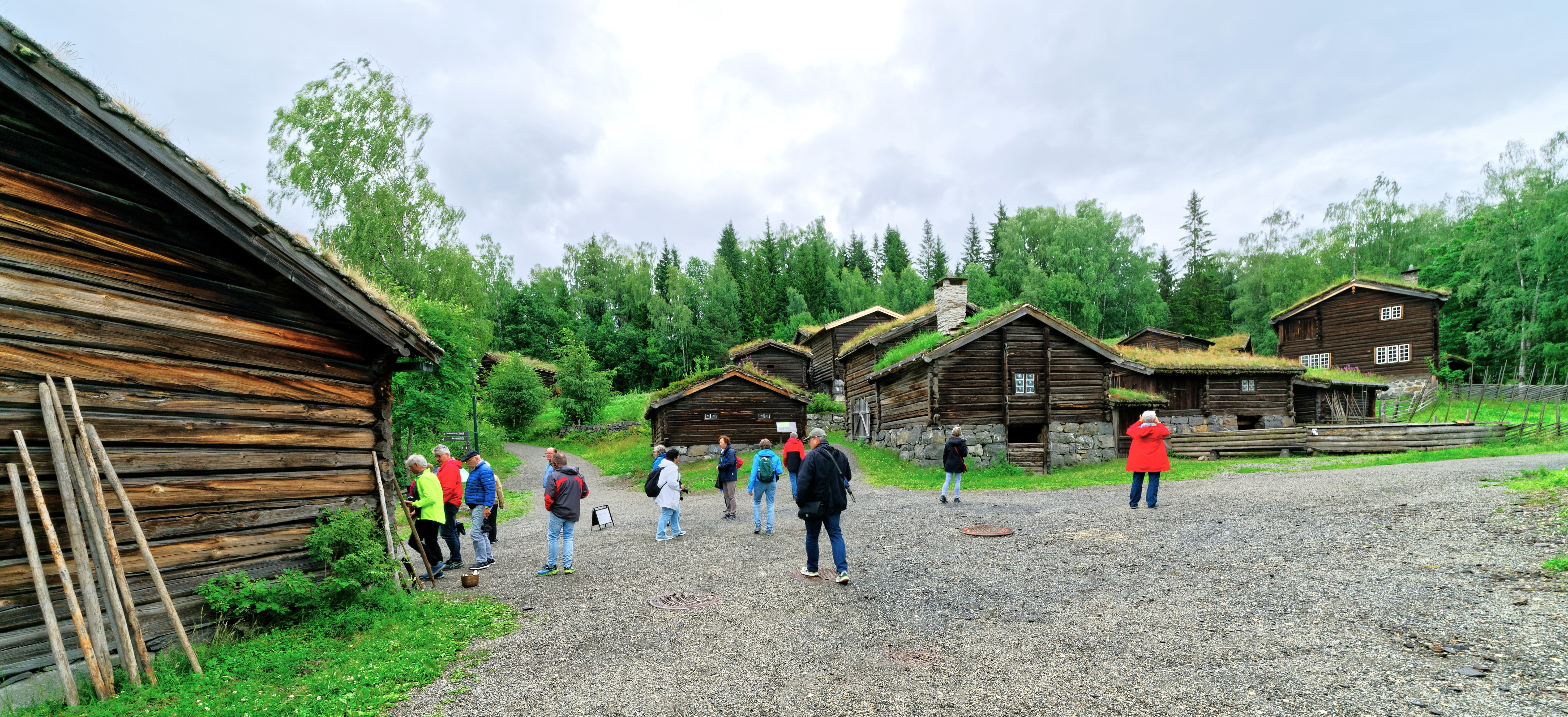
Besuchergruppe
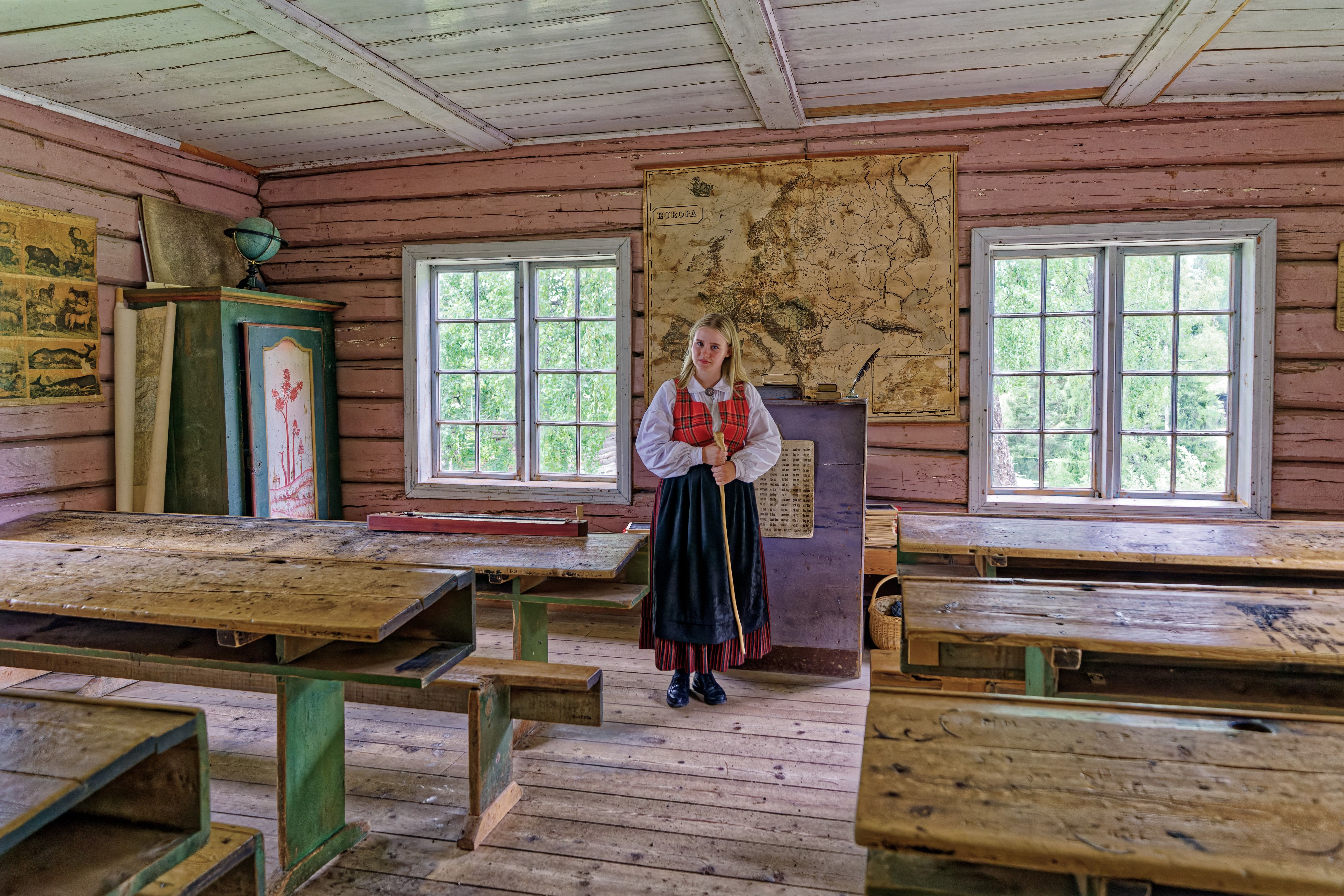
Die Schule
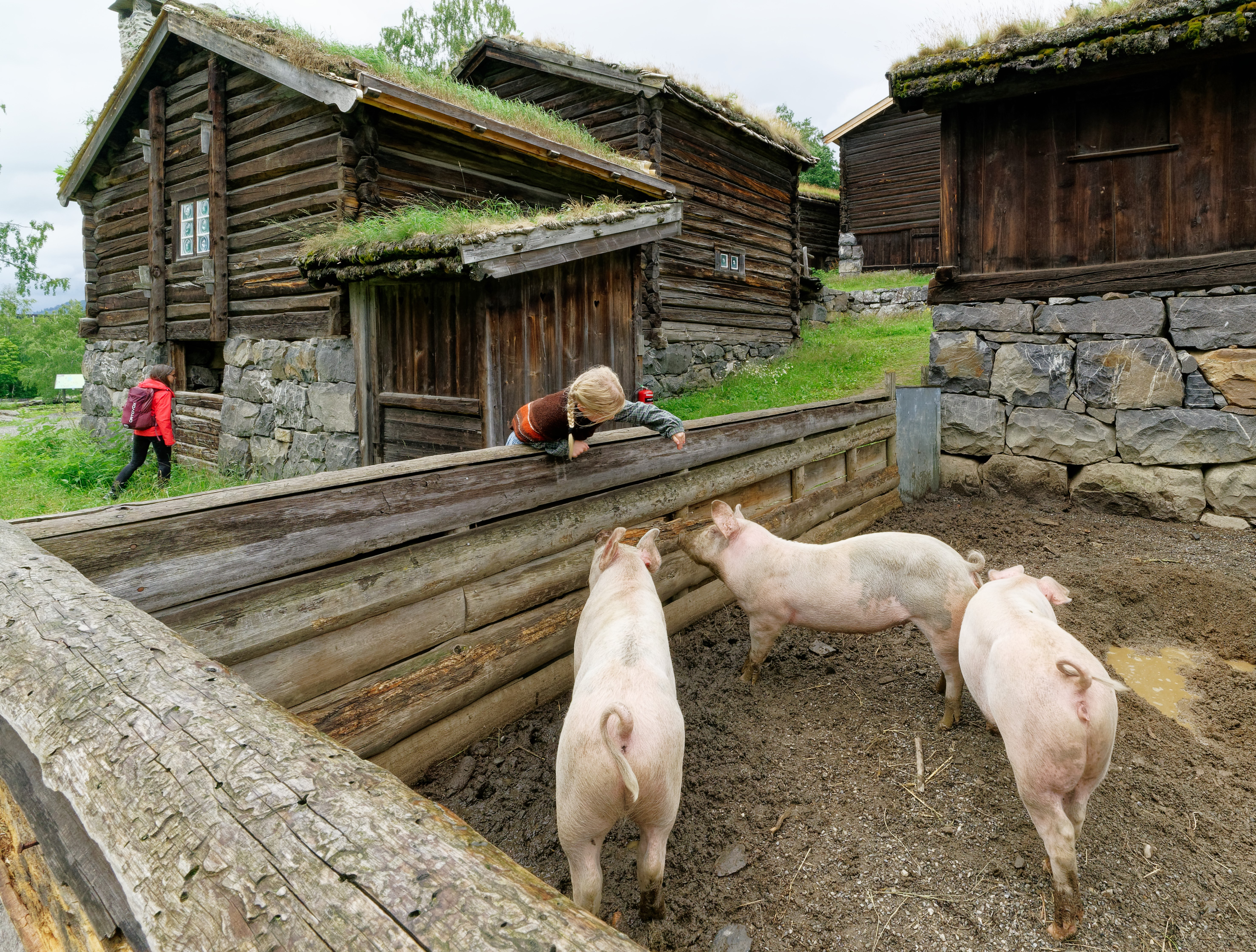
Der Schweinekoben
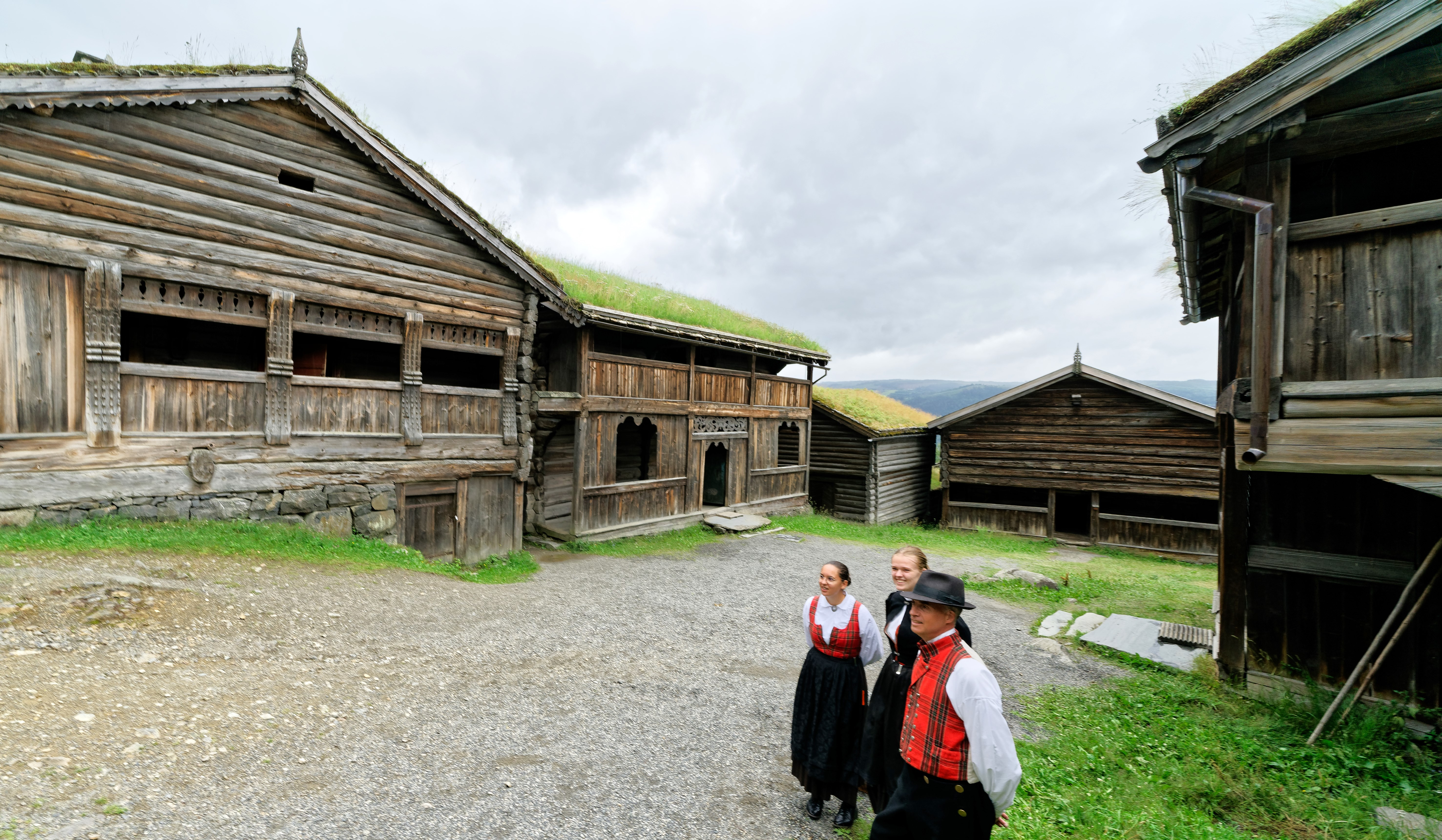
Auf dem Hof des Bauern Anders
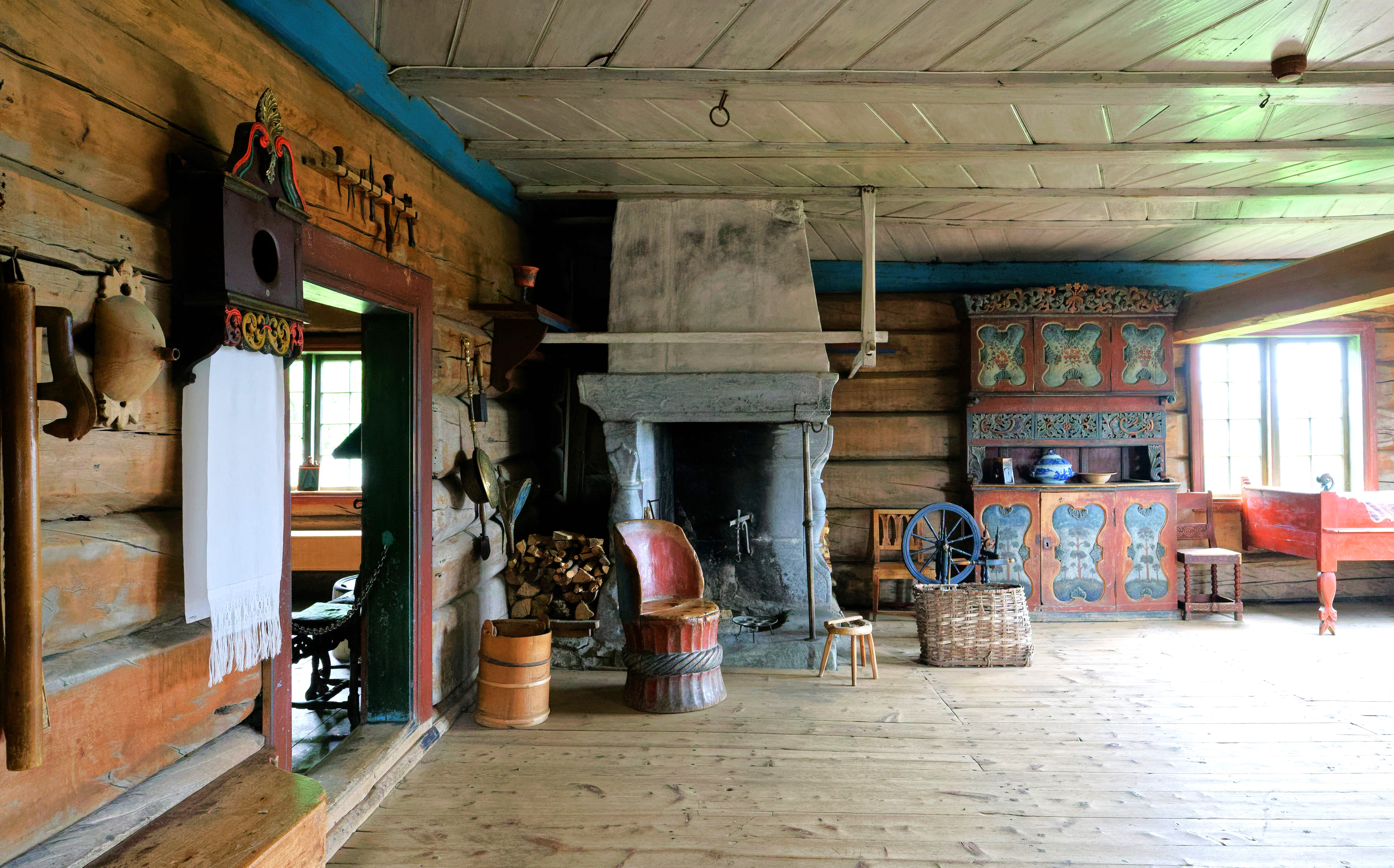
Die Stube des Bauern Anders
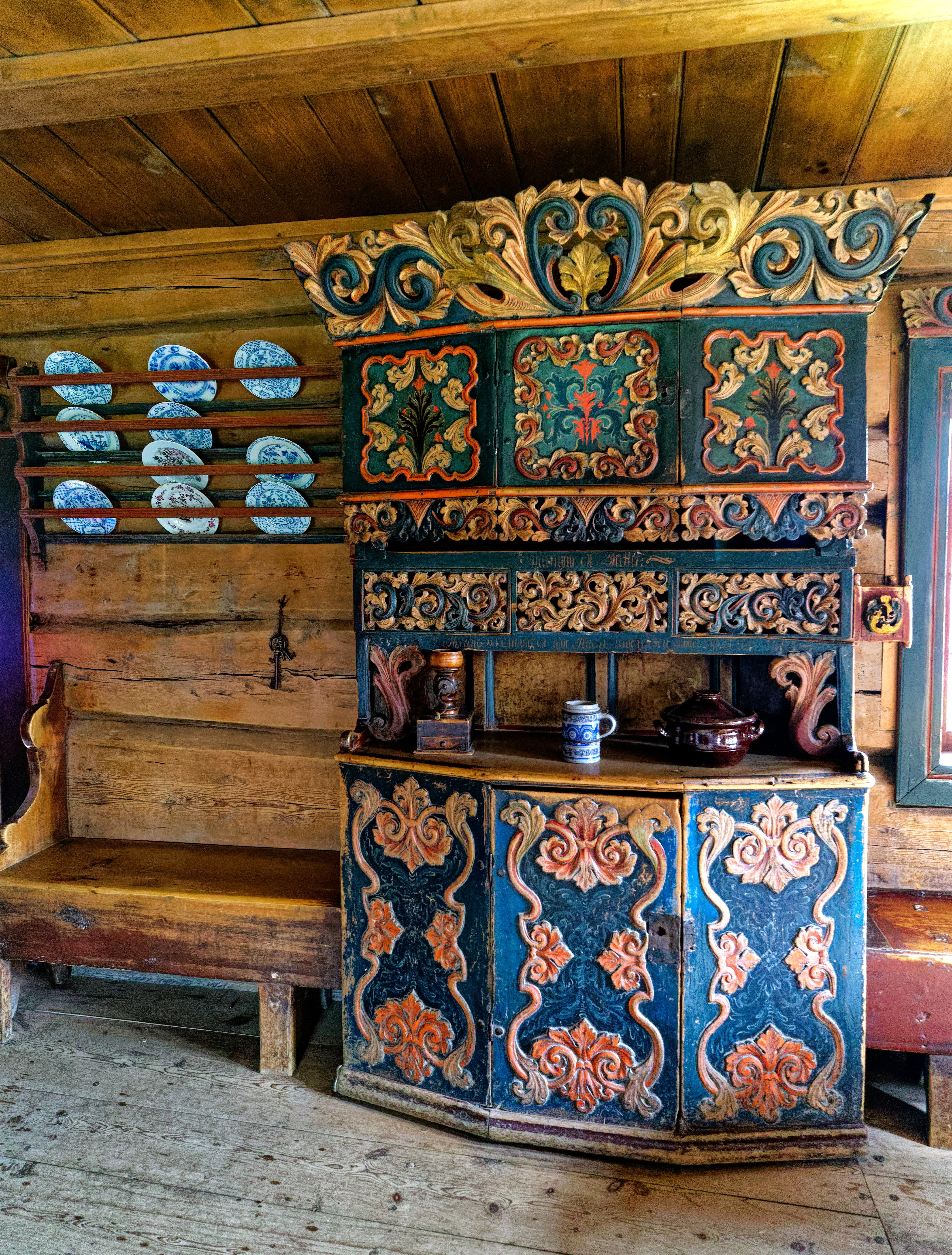
Schrank des Bauern Anders